# Cordia
- Commons
- Wikispecies

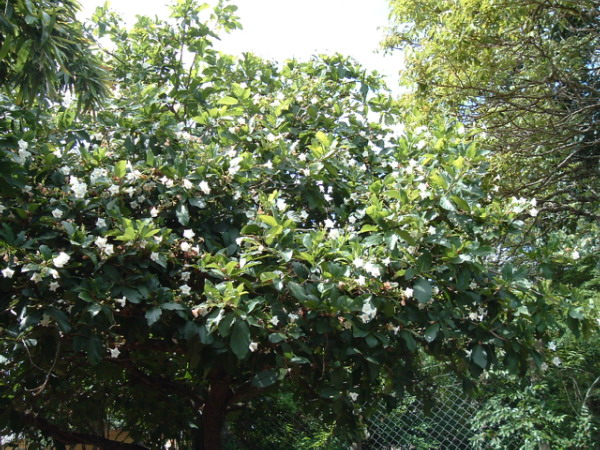
Cordia superba

Cordia L. é um gênero de plantas pertencente à família Boraginaceae.

## Sinonímia
| - Cerdana Ruiz & Pav. - Cordiada Vell. - Cordiopsis Desv. - Gerascanthus P. Browne - Lithocardium Kuntze | - Rhabdocalyx Lindl. - Sebesten Adans. - Sebestena Boehm. - Varronia P. Browne |

## Espécies
| - Cordia abyssinica - Cordia africana - Cordia africana - Cordia alliodora - Cordia angustifolia - Cordia bahamensis - Cordia bellonis - Cordia boisseri - Cordia borinquensis - Cordia buddeloides - Cordia collococca - Cordia crenata - Cordia croatii - Cordia curassavica - Cordia dentata - Cordia dichotoma - Cordia dodecandra - Cordia eleagnoides - Cordia gerascanthus - Cordia goeldiana Huber: freijó - Cordia globosa - Cordia guanacastensis - Cordia holstii - Cordia kingstonia - Cordia laevigata | - Cordia lima - Cordia linnaei - Cordia lutea - Cordia macleodii - Cordia martinicensis - Cordia millenii - Cordia myxa - Cordia nesophila - Cordia nitida - Cordia nodosa - Cordia obliqua - Cordia panamensis - Cordia parvifolia - Cordia podocephala - Cordia polycephala - Cordia reticulata - Cordia rickseckeri - Cordia rupicola - Cordia sebestena - Cordia subcordata - Cordia sulcata - Cordia superba - Cordia thaisiana - Cordia trichotoma - Cordia verbenacea: erva-baleeira - Cordia wagneriorum |

- Lista completa

## Classificação do gênero
| Sistema | Classificação                      | Referência               |
| ------- | ---------------------------------- | ------------------------ |
| Linné   | Classe Pentandria, ordem Monogynia | Species plantarum (1753) |